# Ohrenpeyn

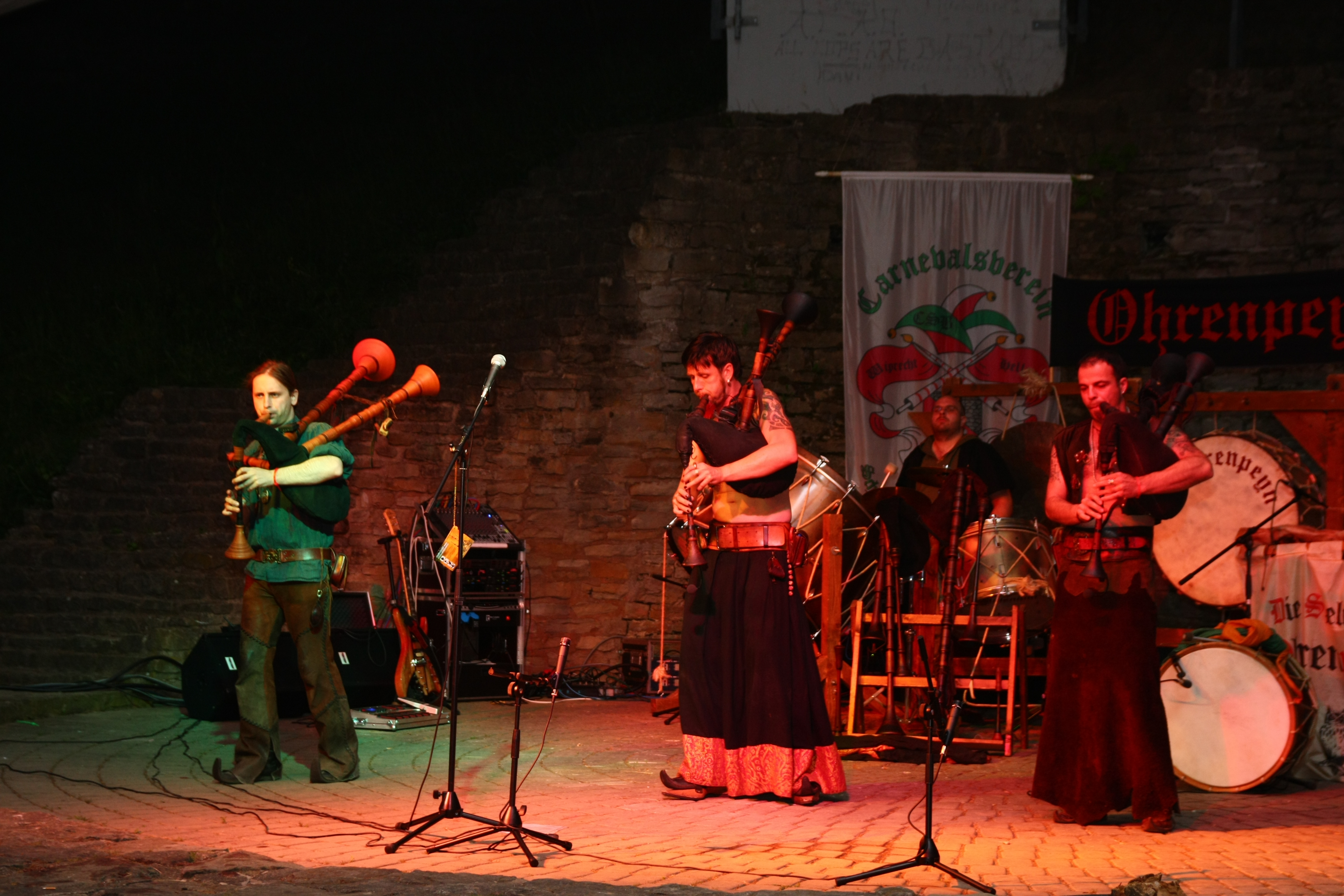
Ohrenpeyn (2008)

Ohrenpeyn ist eine Band aus vier Leipziger Musikern, die auf mittelalterlichen Instrumenten, wie zum Beispiel Dudelsäcken, Schalmeien und Trommeln, historische Klänge wieder aufleben lassen. Ohrenpeyn spielt häufig auf Mittelalter- und Burgfesten.

## Geschichte
Die Band wurde im Jahr 2000 von "Rüdiger dem Rotbart" und "Norbertus der Eule" gegründet. 2001 folgte der erste richtige Auftritt auf Schloß Burg mit den neu hinzugekommenen Musikern "Violentia die Zartbesaitete" und "Nicolotorus der Höllenbarde". "Norbertus die Eule" schied zuvor aus der Band aus. Im Jahr 2002 trat "der schweigsame Spanier" in die Band ein. Anfang 2005 (bis Ende 2006) kehrte "Norbertus die Eule" zurück, im Sommer 2005 folge "Runarh von Donnerdrummel". Anfang 2007 bis Ende 2010 kam "Stephanus der Gewaltige" als Ersatz für Norbertus in die Band. Im Sommer 2007 verließ "Runarh von Donnerdrummel" die Band und "Norbertus die Eule" kehrte als Ersatz für ihn zum wiederholten Male in die Band zurück. 2007 wurden auch erstmals Auftritte im Ausland absolviert. Im Sommer 2011 löste "Martin das Luder" den bisherigen Trommler "Norbertus die Eule" am Schlagzeug ab. Ende der Saison 2015 verließen Nicolotrus und Martin die Band. Als neue Mitglieder kamen Der schwarze Abt und Balthasar aus dem Morgenlande in die Band.

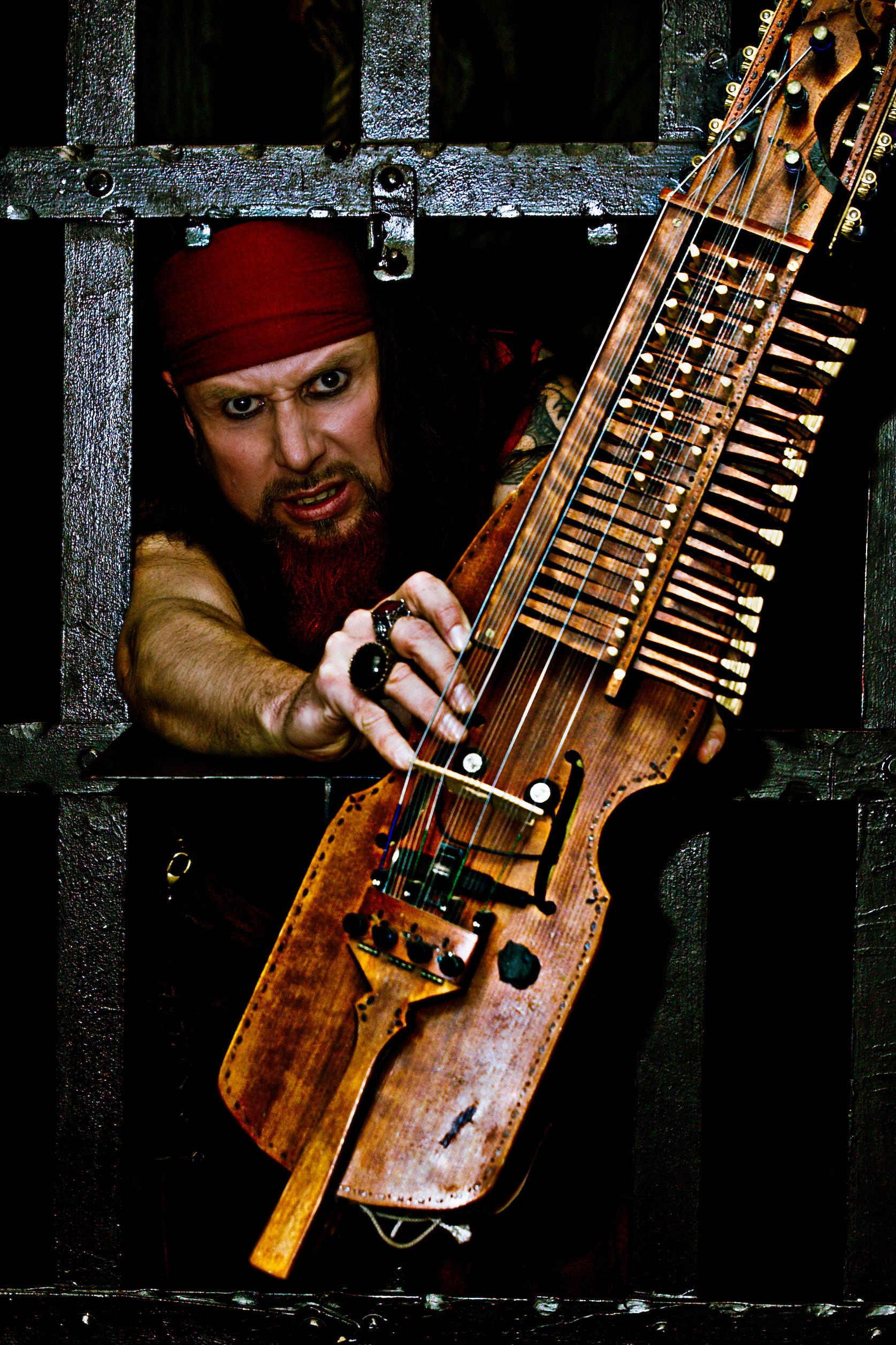
Rüdiger der Rotbart
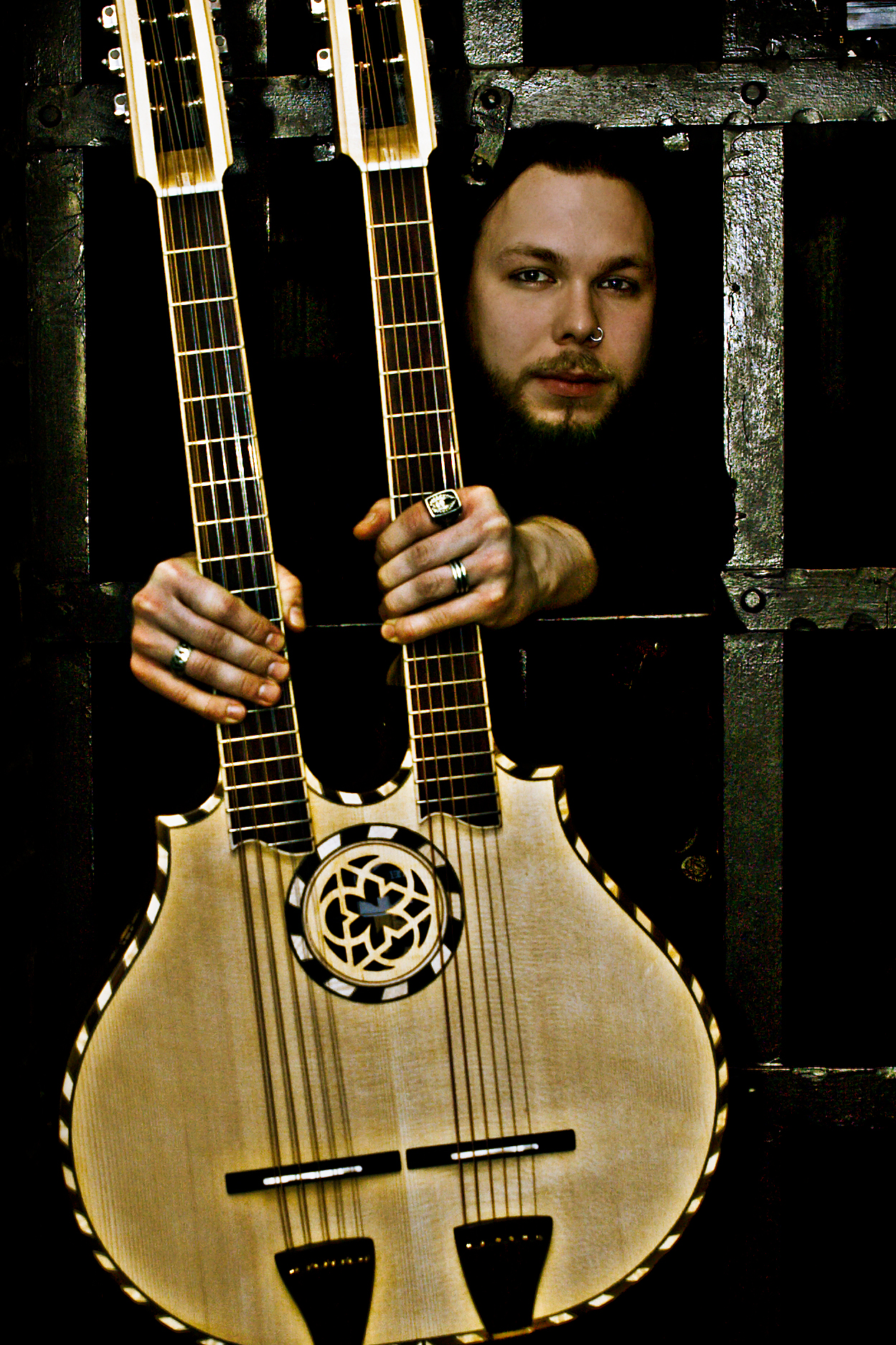
Der schwarze Abt

## Diskografie
- 2002: Schattenwelt (Demo)
- 2003: Der erste Ohrenpeyniger
- 2006: Schattentanz
- 2012: Auf neuen Pfaden
- 2016: Auf zum Rand der Welt

Sampler / Kompilationen
- 2002: Celebrant 2002 - Wave-Gotik-Treffen 2002
- 2003: Celebrant 2003 - Wave-Gotik-Treffen 2003
- 2004: Schwarzes Leipzig - A New Compilation
- 2004: Karfunkel - Zeltklänge
- 2004: Miroque Vol. 9
- 2004: Sonic Seducer - Cold Hands Seduction Vol.36
- 2006: Pax et gaudium 4
- 2012: Mummenschanz Sampler Vol.1
- 2012: Zillo Medieval 03/2012
- 2014: Verbündet III